# Palette (casa discografica)
La Palette, nota anche come Palette Records, è stata una casa discografica belga, attiva nella seconda metà degli anni cinquanta e negli anni sessanta.

## Storia
La Palette Records venne fondata in Belgio nel 1958 da Jacques Kluger. In Gran Bretagna la casa discografica era distribuita dalla Pye Records, mentre in Italia la distribuzione era affidata alla CGD.
Nel 1961 la casa discografica ottenne uno dei suoi più grandi successi, con due canzoni, Brigitte Bardot e Moliendo Café, incise in un 45 giri dal gruppo Digno Garcia Y Sus Carios (guidato dall'arpista paraguayano Digno Garcia, ex componente dei Los Tres Paraguayos): il disco entrò in tutte le classifiche europee e le canzoni vennero riprese da numerosi interpreti.
Un altro gruppo di grande successo della casa discografica fu i The Cousins, gruppo belga attivo per alcuni anni in tutta Europa.
Nel 1989 la Palette venne incorporata nella BMG.

## Dischi
La datazione qui riportata si basa sull'etichetta del disco o sulla copertina; qualora nessuno di questi elementi abbia una datazione, è basata sulla numerazione del catalogo; talora è, infine, basata sul codice della matrice di stampa. Se esistenti, sono riportati, oltre all'anno, il mese e il giorno (quest'ultimo dato si trova, a volte, stampato sul vinile).

### EP
| Numero di catalogo | Anno         | Interprete  | Titoli                    |
| ------------------ | ------------ | ----------- | ------------------------- |
| PEP 251            | Gennaio 1963 | The Cousins | Buon Natale con i Cousins |

### 45 giri
| Numero di catalogo | Anno          | Interprete                | Titoli                               |
| ------------------ | ------------- | ------------------------- | ------------------------------------ |
| PI 101             | Giugno 1961   | The Cousins               | Kili-Watch/Fuegoé                    |
| PI 102             | Giugno 1961   | The Cousins               | Kana kapila/Bouddha                  |
| PI 110             | 1961          | Digno Garcia Y Sus Carios | Brigitte Bardot/Moliendo Café        |
| PI 117             | 1962          | Waikiki’s                 | Hawaii tattoo/Aloha parade           |
| PI 129             | 1963          | The Cousins               | Lawdy lawdy/Kathlee                  |
| PI 138             | Novembre 1964 | The Cousins               | The house of the rising Sun/De re mi |
| PI 148             | 1965          | The Cousins               | Spiegami come mai/Deep In The Valley |
| PI 151             | 1966          | Luigi                     | Nadine/Tutti d'accordo               |
| PI 153             | Agosto 1966   | The Cousins               | Troverai un altro amore/Corri con me |